# Johann Elias Grimmel
 (mai 2025).
 Johann Elias Grimmel  est un peintre, graveur, enlumineur et cartographe allemand du XVIIIe siècle qui s’installa à Saint-Pétersbourg.

## Biographie
Grimmel est originaire de Bavière. Il fut formé à Vienne puis fut recruté par Jacob von Stäehlin (1709 - 1785) pour travailler à Saint-Pétersbourg en 1741. Il devint le directeur du Cabinet de dessin de l' Académie des sciences de Russie.

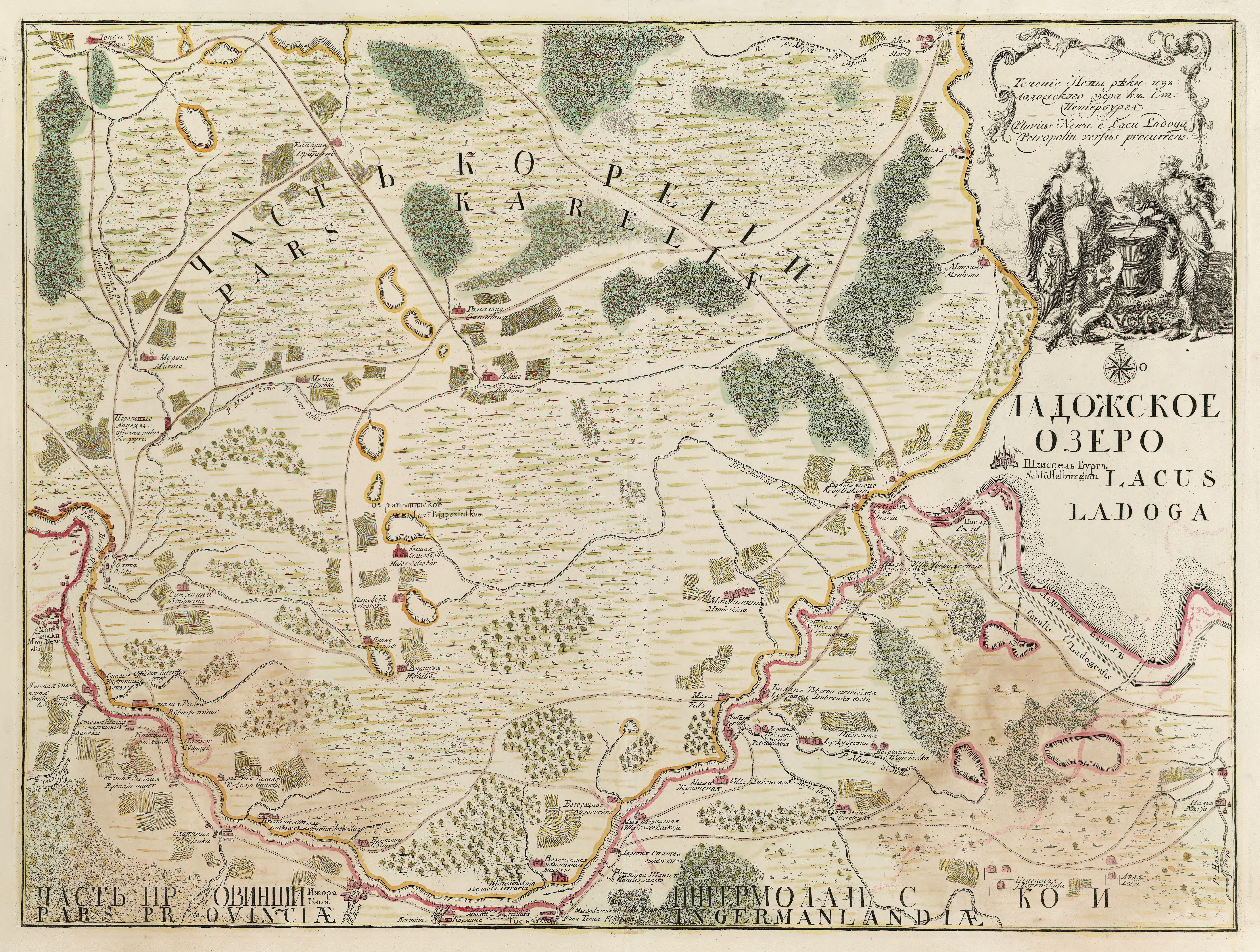
Carte de la rivière Neva